# JMEV Xiaoqilin
JMEV Xiaoqilin — городской электромобиль, который выпускается с 2022 года китайской компанией JMEV — совместным предприятием между Renault и Jiangling Group.

## Описание
Изначально JMEV Xiaoqilin назывался JMEV EV2, так как выпускался под суббрендом EVeasy. У автомобиля 5 дверей, а вместимость — 4 человека.
На приборной панели имеются кнопки для управления кондиционером и аудиосистемой. Сенсорный экран отсутствует.

## Технические характеристики
JMEV Xiaoqilin оснащён электродвигателем мощностью 26 кВт (35 л. с.) и литий-железо-фосфатным аккумулятором. По циклу CLTC запас хода составляет 175 км.